# Orcs & Elves
Orcs & Elves è un videogioco di ruolo sviluppato Fountainhead Entertainment, prodotto da id Software e pubblicato dalla Electronic Arts per Nintendo DS e telefoni cellulari. Il motore grafico di gioco, una versione sensibilmente migliorata di quello di Doom RPG, è stato sviluppato da John Carmack; la versione per Nintendo DS dispone di un motore migliore, sviluppato in quattro giorni, e sfrutta le potenzialità della console, compreso l'utilizzo dello schermo touch screen. Il seguito, Orcs & Elves II, è uscito nel 2009.

## Trama
Il protagonista, un giovane elfo, deve liberare una città occupata da forze nemiche.

## Modalità di gioco
La struttura di gioco ricalca alcuni titoli del passato, come Dungeon Master: il movimento è a turni, e la visuale è in prima persona. È possibile utilizzare e acquistare svariate armi e pozioni; l'armatura può essere aggiustata tramite un apposito power-up. I livelli sono collegati fra loro tramite un sistema a hub, similarmente a quanto avviene in Hexen.